# فيرينتس سويكا
فيرينتس سويكا (بالمجرية: Szojka Ferenc)‏ (مواليد 7 أبريل 1931) هو لاعب كرة قدم. يلعب مع منتخب المجر لكرة القدم. سبق له أن لعب في كأس العالم لكرة القدم مع منتخب بلاده.

## روابط خارجية
- فيرينتس سويكا على موقع الاتحاد الدولي (مؤرشف)  (الإنجليزية)
- فيرينتس سويكا على موقع قاعدة بيانات كرة القدم.إي يو (الإنجليزية)
- فيرينتس سويكا على موقع بيانات كرة القدم. دي إي (الألمانية)
- فيرينتس سويكا على موقع ناشيونال فوتبول تيمز (الإنجليزية)
- فيرينتس سويكا على موقع Soccerway.com (الإنجليزية)
- فيرينتس سويكا على موقع عالم كرة القدم.نت (الإنجليزية)
- فيرينتس سويكا على موقع أوليمبيديا (الإنجليزية)